# Kvintessens
 "Det femte element" omdirigeres hertil. For andre betydninger af Det femte element, se Det femte element (flertydig).
Kvintesséns (lat. quinta esséntia, "det femte element", element er engelsk og betyder på dansk grundstof). Aristoteles anså antagelsen, der stammer fra Empedokles lære om de fire "elementer", ild (), jord (), luft () og vand () for utilstrækkelig til forklaring af naturfænomenerne; derfor opstillede han et femte element, "oὐσία" ousia, der var af en mere æterisk, åndelig beskaffenhed og gennemtrængte verden overalt.
Dette femte element spillede som quinta esséntia en stor rolle for tilhængerne af den aristoteliske lære i middelalderen, og gav anledning til stor forvirring, for så vidt som mange stræbte at fremstille det, idet de imod Aristoteles' opfattelse antog det for at have legemlig eksistens.
Med kvintesséns menes også den særlig virksomme bestanddel af et stof, og i overført betydning det, det egentlig kommer an på i en sag.